# 西园八校尉
西園八校尉，或称西園軍，是東漢末年在首都雒阳建立的一支軍事力量的代称，對于此时期動荡政局產生重大影响，三国时期之前的两大諸侯袁绍和曹操都在八名校尉之列。

## 概述
汉灵帝自从黄巾之乱平息后，以洛阳为中心建置八关都尉强化关隘防卫，亦有鉴于各地民变频繁急需壮丁平叛，颁布召令征募壮勇至洛阳扩充兵力，劃分及節度制約外戚大将軍何进兵权。于中平五年八月（公元188年）靈帝自号无上将軍任最高軍帅，由倚重阉宦蹇硕为主帅统领的八名校尉领兵，在雒阳西園招募壮丁並设立的一支軍事组织。
相對於八關都尉的關防外軍，西園軍是以洛陽城為中心的城防內軍，軍制系統建置上、中、下三軍及典、助、佐三軍，助軍、佐軍分置左右校尉，而每軍置司馬。袁紹初任佐軍校尉，蹇碩考量何進拉攏汝南名門出身的袁術至其麾下，將袁紹升遷中軍校尉以利權鬥抗衡，而原任中軍校尉者暫無考。下軍校尉鮑鴻，於中平六年三月（公元189年）遭豫州刺史黃琬上奏彈劾貪汙，其後下獄治罪亡於獄中，懸缺的下軍校尉職位之繼任者無考。
- 西園軍官職編制

1. 無上將軍 皇帝劉宏
2. 上軍校尉 小黃門蹇碩
  1. 司馬 潘隱 ；假司馬 武猛從事 張楊
3. 中軍校尉 虎賁中郎將袁紹
4. 下軍校尉 屯騎校尉鮑鴻
5. 典軍校尉 議郎曹操
6. 助軍左校尉 光祿大夫趙融，助軍右校尉 馮芳
7. 佐軍右校尉 淳于瓊，佐軍左校尉 諫議大夫夏牟

西園八校尉由宦官蹇硕担任统帅，总管西園各軍，控制京師。中軍校尉袁紹担任副统帅，由于直接受命于皇帝，西園軍一时声势浩大，连何进亦要受其命令。但事隔不久，189年灵帝去世，未成年的汉少帝即位，何进即与袁绍密谋刺杀蹇硕，并招拥凉州兵占据守河東郡的前将軍董卓领兵入雒阳，對抗「十常侍」為主的親宦官黨羽势力。此举曾遭郑泰、卢植等大臣的坚决反對，认为招边境軍队入京城必然引致政局大乱。
公元189年，漢靈帝劉宏駕崩，蹇硕與靈帝親母董太后及驃騎將軍董重（董太后姪兒）聯合以主張擁立陳留王劉協為帝，與主張擁立弘農王劉辯為帝的大將軍何進及劉辯生母何皇后發起宮室政變。但蹇碩遭西園軍副統帥袁紹暗合何進及騎都尉丁原及諸名將領聯手權鬥而敗亡，隨著蹇硕及董重事敗被誅，董太后亦遭以遣回故封藩國後失意而卒。袁紹掌握西園軍兵權，丁原也受封晉拜執金吾。
十常侍張讓知悉蹇硕事敗身亡，畏懼何進一黨帶兵攻入皇宮，脅持劉辯與劉協為質要求談和。何皇后念及十常侍往昔阻擋靈帝罷廢后位恩情及擔憂親兒劉辯安危，要求何進寬赦十常侍一黨。何進因袁紹極力主張誅殺十常侍的諫言而猶豫不決。十常侍一黨擔憂何進最終會帶兵攻入宮室，趁何進前往會面何皇后途中安排親信衛士伏擊，杀何進。
袁紹等人知悉何進身亡，即以假行大將軍府事及西園軍事，號令官軍攻進皇宮，下令凡無鬚者皆視閹宦誅殺，此令使宮中未長鬚的年少男丁亦遭牽連橫禍。十常侍見官軍攻勢猛烈，脅持劉辯及劉協乘宮室馬車越洛陽城北門逃亡，入夜後到達小平津。皇帝所用的六顆玉璽未隨身攜帶，亦無公卿跟隨，只有尚書盧植、河南中部掾閔貢入夜後到達黃河岸邊，碰到了少帝一行。閔貢率騎兵於即將破曉時追上。少帝飢餓交煎，閔貢乃殺羊進上，又厲聲斥責張讓等人禍國亂政，並持劍砍殺數名宦官。張讓等人惶恐不安，自知死期已到，乃向少帝拱手拜別，並叩頭再行辭別，隨即投河自盡。閔貢扶著少帝與陳留王，乘著夜色追著螢火蟲發出的微光徒步往南行，欲回皇宮。走了幾裏地，得到百姓家一輛板車，三人乘車到洛舍後，下車休息。光熹元年（公元189年）八月二十八辛未日天亮後，找到兩匹馬，少帝獨騎一匹，陳留王與閔貢合騎一匹，從雒舍往南行，這時才漸漸地有公卿趕來會合。
奉何進之令入京「勤王」的並州牧董卓率軍來到顯陽苑，遠遠望見宮中起火，知道發生了變故，便統兵急速前進。天還沒亮，來到京城西，聽說少帝一行在北邊就要回宮了，就率軍與一眾大臣一起到雒陽城北的北芒阪（今北邙山）下迎接少帝。此舉令董卓藉此獲得護送皇駕回宮的功勞，得以參贊朝政，種下往後董卓專擅朝政之前因。
董卓入京途中，何进就被宦官十常侍張讓一黨刺杀，袁绍接掌兼管八校尉兵力及大將軍府軍事，并以为何进报仇为由入宮杀尽宦官。爾後董卓假借自許亡故的董太后同宗，強勢主張罷廢劉辯帝位，擁立劉協為帝。執金吾丁原及司隸校尉袁紹等人極力抵制，但是董卓運用權謀令朝臣以為董卓所部兵力優於京師兵力而不敢妄動，更以亡故董太后名號收編原親宦殘黨勢力，丁原遭僚屬部下呂布奉承董卓詔令以朝令誅殺，董卓趁勢收繳原屬大將軍府京城大部兵力，董卓以此独掌大权，废立皇帝，而袁紹、曹操等人则先后被迫出逃，西園八校尉至此瓦解。

## 影响
西園軍的建立，是東漢历时上百年的宦官外戚之争中，最后一次重大事件。西園軍的首领是宦官，八校尉中的曹操也是宦官养子之后，汉灵帝试图以宦官的軍隊，對抗外戚何进的权力。但是此时以「四世三公」世家袁绍为首的士族頗有势力，宦官後裔曹操也因自己身為名士而支持士族。士族不满宦官在朝廷的专权許久，所以反而支持何进，最终成为了消灭宦官的力量。此事件之后，外戚与宦官都很难再占据主导地位，而士族門第则通过三国的纷争，鞏固自己逐渐穩定的地位，成为左右之后近四百年中国历史的強大势力。